# Pyroptesis
Pyroptesis là một chi bọ cánh cứng trong họ 
Elateridae.
Chi này được miêu tả khoa học năm 1975 bởi Costa.

## Các loài
Các loài trong chi này gồm:
- Pyroptesis cincticollis (Germar, 1841)
- Pyroptesis gilvus Costa, 1975
- Pyroptesis maculicollis (Candèze, 1863)